# Immoble al carrer Nou, 11
L'Immoble al carrer Nou, 11 és una obra de Breda (Selva) protegida com a Bé Cultural d'Interès Local.

## Descripció
Edificació de planta baixa més un pis amb coberta inclinada a dues aigües de teula àrab amb carener paral·lel a la façana principal. A la plana primera conserva una finestra amb una llinda monolítica i un ampit petri. Tant la llinda com els brancals, també de pedra, estan motllurats per la cara interna. L'obertura de la planta baixa està modificada, però el repicat dels seus brancals i de la llinda podria permetre localitzar algun element original.